# Thymus longiflorus
Thymus longiflorus — вид рослин родини глухокропивові (Lamiaceae), ендемік південно-східної Іспанії.

## Опис
Напівчагарник; має від піднятих до висхідних стебла, 15–25 см заввишки. Листки лінійні, завдовжки до 1.2 см або більше, густо-м'яко-пухнасті. Приквітки від еліптичних до широко-яйцеподібних, загострені, завдовжки до 1.3 см, пурпурові й війчасті зазвичай. Квіти 1.5 см завдовжки, пурпурові, у напівкулястих колосках. Суцвіття 12–20 × 15–20 мм. Горішки ≈1.9 мм, кулясті, темно-коричневі. 2n = 28.

## Поширення
Ендемік південно-східної Іспанії.
Росте в захищених сонячних місцях.